# UFC 236
UFC 236: Holloway vs. Poirier 2 fue un evento de artes marciales mixtas producido por Ultimate Fighting Championship que se llevó a cabo el 13 de abril de 2019 en la State Farm Arena en Atlanta, Georgia.

## Historia
El evento estelar contó con un combate por el Campeonato Interino de Peso Ligero entre el actual Campeón de Peso Pluma Max Holloway y Dustin Poirier. Se habían enfrentado anteriormente en una pelea de peso pluma en UFC 143, donde Poirier ganó por sumisión en la primera ronda.
El evento coestelar de la noche contó con un combate por el Campeonato Interino de Peso Mediano entre el ganador de peso mediano de The Ultimate Fighter: Team Jones vs. Team Sonnen Kelvin Gastelum e Israel Adesanya.
Boston Salmon fue originalmente programado para enfrentar a Khalid Taha en The Ultimate Fighter: Heavy Hitters Finale. Sin embargo, la pelea fue removida de esa cartelera por razones desconocidas y reprogramada a este evento.
Paige VanZant enfrentaría a Poliana Botelho en el evento. Sin embargo, pocos días después de saberse sobre la pelea, VanZant anunció que no podría competir en el evento por una fractura en su brazo derecho. Botelho permaneció en la cartelera y enfrentó a Lauren Mueller.

## Resultados
1. ↑  Por el Campeonato Interino de Peso Ligero de UFC.
2. ↑  Por el Campeonato Interino de Peso Mediano de UFC.
3. ↑  A Imadaev se le fue descontado un punto por agarrarse de la jaula.

## Bonificaciones
Los siguientes peleadores recibieron $50,000 en bonos:
- Pelea de la Noche: Dustin Poirier vs. Max Holloway y Kelvin Gastelum vs. Israel Adesanya

## Reporte de pago
Lo siguiente es el reporte del pago a los peleadores por parte de la Comisión Atlética del Estado de Georgia, esto no incluye dinero de patrocinadores ni de las bonificaciones de «Pelea de la Noche». La nómina total divulgada para el evento fue de $1,972,000.
- Dustin Poirier: $250,000 (sin bono por victoria) derr. Max Holloway: $350,000
- Israel Adesanya: $350,000 (sin bono por victoria) derr. Kelvin Gastelum: $150,000
- Khalil Rountree Jr.: $70,000 (incluidos $35,000 de bono por victoria) derr. Eryk Anders: $50,000
- Dwight Grant:$24,000 (incluidos $12,000 de bono por victoria) derr. Alan Jouban: $43,000
- Nikita Krylov: $160,000 (incluidos $80,000 de bono por victoria) derr. Ovince Saint Preux: $86,000
- Matt Frevola: $20,000 (incluidos $10,000 de bono por victoria) derr. Jalin Turner: $12,000
- Alexandre Pantoja: $36,000 (incluidos $18,000 de bono por victoria) derr. Wilson Reis: $34,000
- Max Griffin: $40,000 (incluidos $20,000 de bono por victoria) derr. Misha Cirkunov: $10,000
- Khalid Taha: $20,000 (incluidos $10,000 de bono por victoria) derr. Boston Salmon: $10,000
- Belal Muhammad: $70,000 (incluidos $35,000 de bono por victoria) derr.  Curtis Millender: $31,000
- Montel Jackson: $24,000 (incluidos $12,000 de bono por victoria) derr. Andre Soukhamthath: $22,000
- Poliana Botelho: $50,000 (incluidos $25,000 de bono por victoria) derr. Lauren Mueller: $12,000
- Brandon Davis: $36,000 (incluidos $18,000 de bono por victoria) derr. Randy Costa: $12,000